# D.J. Fontana
Dominic Joseph Fontana (Shreveport, 15 maart 1931 – Nashville, 13 juni 2018) beter bekend als D.J. Fontana, was een Amerikaans muzikant. Hij staat het best bekend als drummer van Elvis Presley gedurende 14 jaar.

## Loopbaan
Met de bijnaam "D.J." werkte Fontana bij Louisiana Hayride, een radio- en later televisieshow. Tijdens de uitzendingen van zaterdagavond was hij de "in-house-drummer". In oktober 1954 werd Fontana ingehuurd om te spelen met "The Blue Moon Boys", bestaande uit Elvis Presley (zang en gitaar), Scotty Moore (gitaar) en Bill Black (contrabas). In augustus 1955 werd hij volwaardig lid van de band. Fontana speelde mee op de vroegere hits van Presley en drumde in totaal met 460 opnames mee, opgenomen bij RCA Records. Met The Blue Moon Boys trad Fontana vaak op en verscheen ook meerdere malen op televisie, waaronder in de Ed Sullivan-Show. Hij is ook te zien in vier films van Presley: "Loving You"(1957), "Jailhouse Rock"(1957), "King Creole"(1958) en "G.I. Blues"(1960).
De band stopte officieel in 1958, hoewel Fontana en Presley in de jaren zestig meerdere malen samen hebben gespeeld, vaak vergezeld door Moore. Fontana speelde in 1968 mee tijdens de bekende comeback van Presley, bekend als The '68 Comeback Special. Ook Moore speelde mee, maar voor beiden was dit de laatste keer dat ze met Presley zouden werken.
Fontana vertrok naar Nashville, waar hij verderging als sessiemuzikant. Hij jamde en nam op met onder andere Paul McCartney, Johnny Cash, Dolly Parton en Waylon Jennings. In 1983 gaf Fontana zijn eigen boek uit, genaamd D.J. Fontana Remembers Elvis, dat gaat over zijn jaren dat hij met Presley speelde. In augustus 1997 - 20 jaar na Presleys dood - reüneerden Fontana en Moore om een cd op te nemen, genaamd All The King's Men. Keith Richards, Ron Wood, Cheap Trick, Jeff Beck en leden van The Band speelden mee. De cd werd genomineerd voor een Grammy.
Voor Fontana's bijdragen aan de rockabilly werd hij opgenomen in de Rockabilly Hall of Fame. In april 2009 werd Fontana ook opgenomen in de Rock and Roll Hall of Fame, onder de categorie Sidemen. Fontana heeft ook diverse malen in Nederland en België opgetreden met gitarist Scotty Moore en de Nederlandse rock-'n-rollzanger René Shuman.
Op de in 2019 door het tijdschrift Rolling Stone gepubliceerde ranglijst van 100 beste drummers in de geschiedenis van de popmuziek kreeg D.J.Fontana de 13e plaats toegekend.
De Engelse zanger Glyn Geoffrey Ellis ontleent zijn artiestennaam aan D.J. Fontana en noemt zich Wayne Fontana.